# Вітошево
Вітошево (пол. Witoszewo) — село в Польщі, у гміні Залево Ілавського повіту Вармінсько-Мазурського воєводства.
Населення — 116 осіб (2011).
У 1975-1998 роках село належало до Ольштинського воєводства.

## Демографія
Демографічна структура станом на 31 березня 2011 року:
|          | Загалом | Допрацездатний вік | Працездатний вік | Постпрацездатний вік |
| -------- | ------- | ------------------ | ---------------- | -------------------- |
| Чоловіки | 63      | 9                  | 46               | 8                    |
| Жінки    | 53      | 7                  | 31               | 15                   |
| Разом    | 116     | 16                 | 77               | 23                   |